# Rallye Kroatien

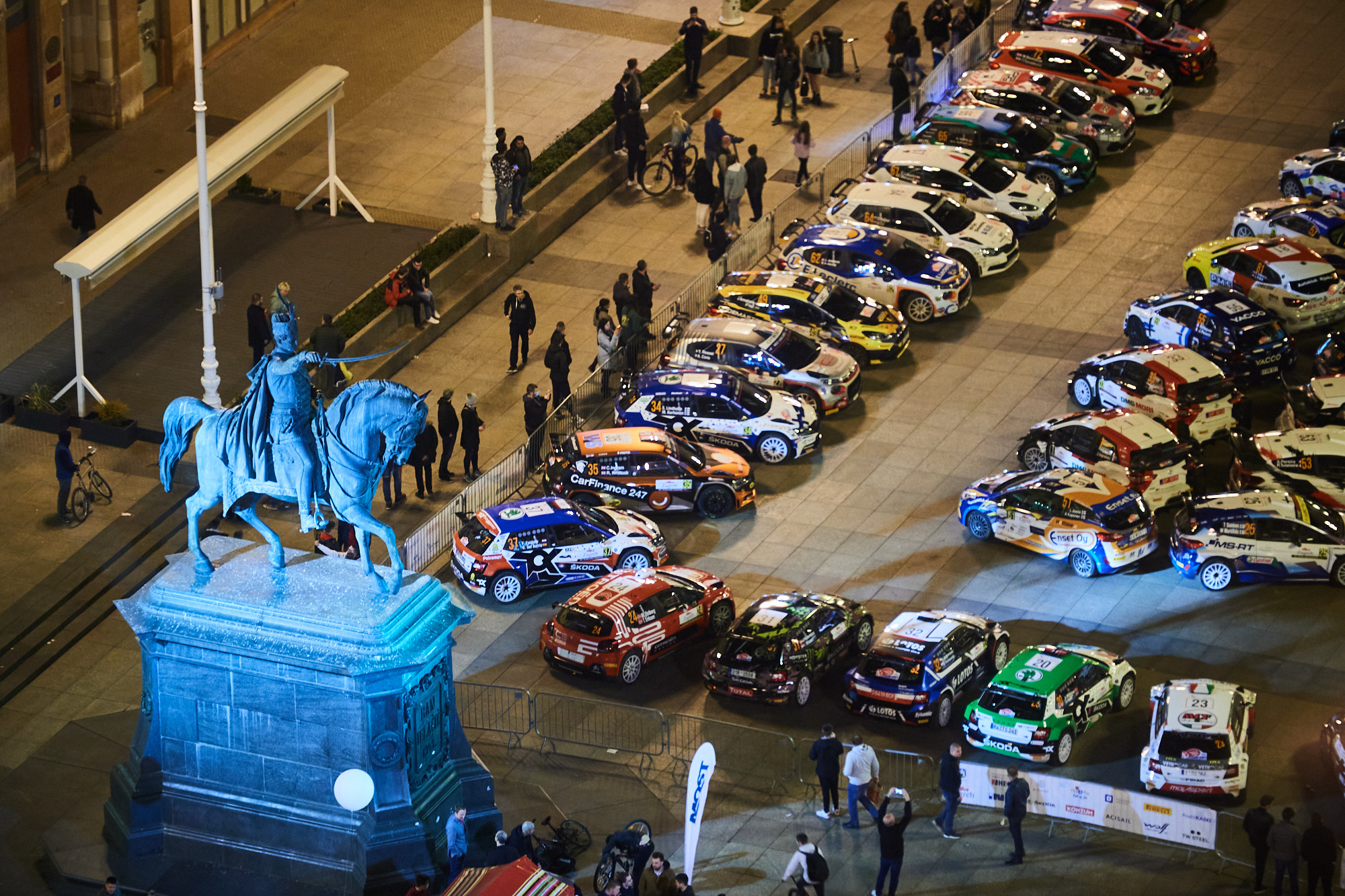
WRC Rallye Kroatien Parc Ferme an der Ban Jelacic Platz in Zagreb

Die Rallye Kroatien ist eine Rallye, der jährlich auf der Balkanhalbinsel stattfindet im gleichnamigen Land. Im Jahr 2021 hat die Rallye zum ersten Mal den Status eines Weltmeisterschaftslaufs bekommen von der FIA.

## Geschichte
Die Geschichte der Rallye Kroatien geht zurück bis in das Jahr 1974. Die Veranstaltung war lange ein fester Bestandteil der Rallye-Europameisterschaft und im Jahr 2021 wagte man den Schritt in die oberste Rallye-Klasse WRC. Eigentlich sollte die Rallye Kroatien nur ein Jahr als Weltmeisterschaftslauf ausgetragen werden und diente dazu, den wegen der Corona-Pandemie ausgedünnten Kalender 2021 aufzufüllen. Die reibungslose Organisation und die Begeisterung im Lande hatte zur Folge, dass Kroatien auch in den weiteren Jahren einen WM-Lauf zu gesprochen bekam von der FIA.
Die Rallye findet jährlich in der hügeligen Landschaft rund um die kroatischen Hauptstadt Zagreb statt. Die Wertungsprüfungen werden hauptsächlich auf Asphaltstraßen ausgetragen. Kroatien war das 35. Land, das bis 2021 einen Weltmeisterschaftslauf zur Rallye-Weltmeisterschaft (WRC) ausgetragen hatte. 
Der achtfache Weltmeister Sébastien Ogier gewann die Veranstaltung bis anhin zwei Mal in den Jahren 2021 und 2024, auf einem Toyota Yaris WRC und einem Toyota GR Yaris Rally1.

## Gewinner

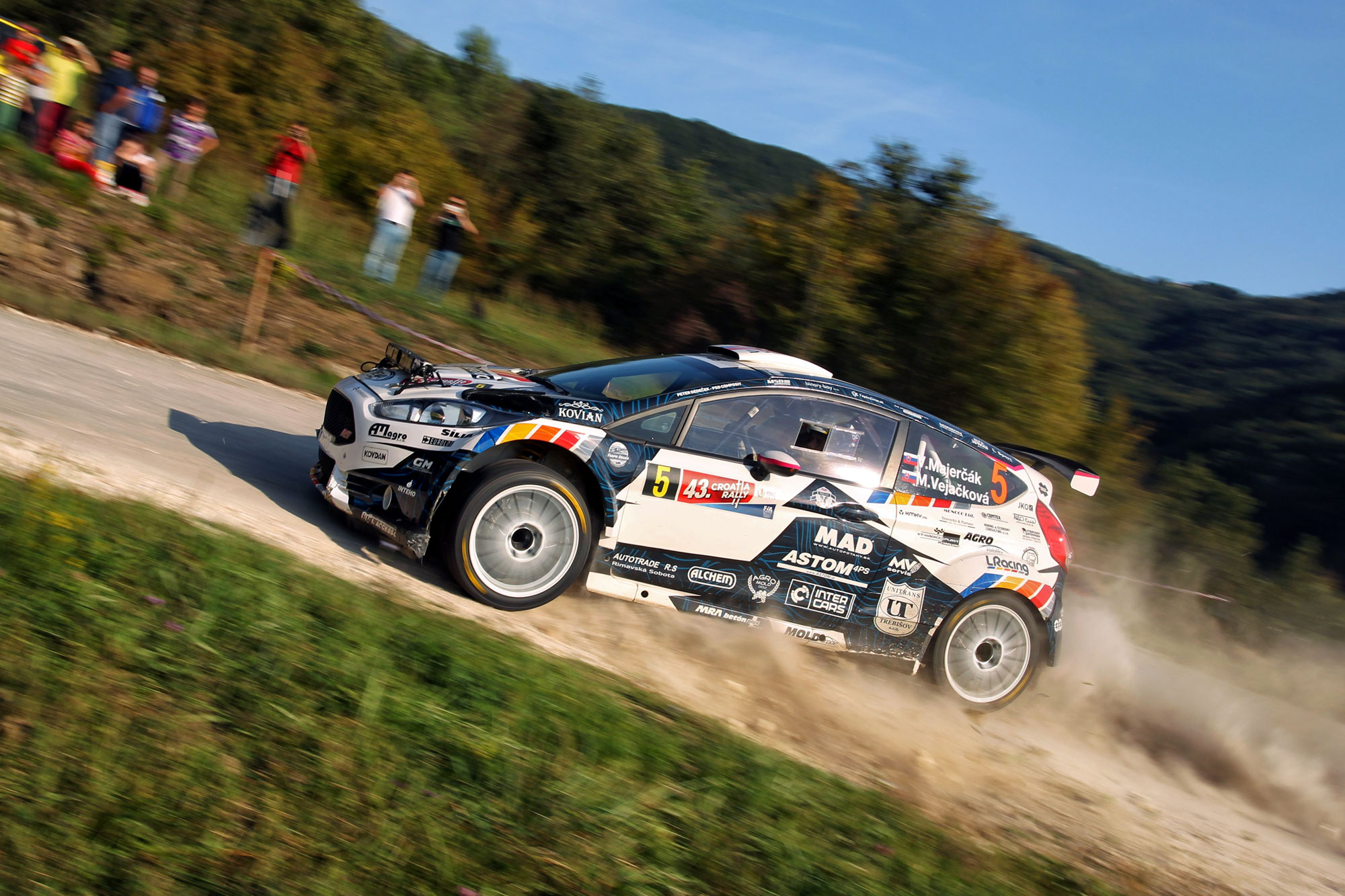
Rallye Kroatien Gewinner 2016 Vlastimil Majercak und Michaela Vejackova

| Jahr                | Gewinner             | Auto                           |
| Delta Rally         | Delta Rally          | Delta Rally                    |
| ------------------- | -------------------- | ------------------------------ |
| 1974                | Tomislav Markt       | BMW 1600                       |
| 1975                | Aleksandar Mačešić   | Datsun 1200                    |
| 1976                | Berislav Modric      | Fiat 128 SC                    |
| 1977                | Aleš Pušnik          | Renault 5                      |
| 1978                | Aleš Pušnik          | Renault 5                      |
| 1979                | Borko Skurić         | Opel Kadett GT/E               |
| 1980                | Leon Poberaj         | Zastava 101                    |
| 1981                | Leon Poberaj         | Zastava 101                    |
| 1982                | Borko Skurić         | Opel Kadett GT/E               |
| 1983                | Brane Kuzmič         | Renault 5 Turbo                |
| 1984                | Brane Kuzmič         | Renault 5 Turbo                |
| 1985                | Brane Kuzmič         | Renault 5 Turbo                |
| 1986                | Romana Zrnec         | Renault 11 Turbo               |
| 1987                | Brane Kuzmič         | Renault 5 GT Turbo             |
| 1988                | Brane Kuzmič         | Renault 5 GT Turbo             |
| 1989                | Tihomir Filipović    | Lancia Delta HF Integrale      |
| 1990                | Tihomir Filipović    | Lancia Delta HF Integrale      |
| 1991                | Tihomir Filipović    | Lancia Delta HF Integrale      |
| 1992                | Žarko Šepetavc       | Lancia Delta HF Integrale      |
| 1993                | Raimund Baumschlager | Ford Escort RS Cosworth        |
| 1994                | Niko Pulić           | Lancia Delta HF Integrale      |
| 1995                | Niko Pulić           | Lancia Delta HF Integrale      |
| Croatia Delta Rally |                      |                                |
| 1996                | Kurt Göttlicher      | Ford Escort RS Cosworth        |
| 1997                | David Pattison       | Ford Escort RS Cosworth        |
| 1998                | Enrico Bertone       | Toyota Celica GT-Four          |
| 1999                | Enrico Bertone       | Renault Mégane Maxi            |
| 2000                | Bert de Jong         | Subaru Impreza WRC             |
| 2001                | Krum Donchev         | Peugeot 306 Maxi               |
| 2002                | Leszek Kuzaj         | Toyota Corolla WRC             |
| 2003                | Václav Pech Jr.      | Ford Focus RS WRC              |
| 2004                | Juraj Šebalj         | Subaru Impreza WRX STi         |
| 2005                | Juraj Šebalj         | Citroën C2 S1600               |
| 2006                | Václav Pech Jr.      | Mitsubishi Lancer Evo IX       |
| 2007 / ERC          | Juraj Šebalj         | Mitsubishi Lancer Evo IX       |
| 2008 / ERC          | Corrado Fontana      | Fiat Abarth Grande Punto S2000 |
| Rallye Kroatien     |                      |                                |
| 2009 / ERC          | Krum Donchev         | Peugeot 207 S2000              |
| 2010 / ERC          | Luca Rossetti        | Fiat Abarth Grande Punto S2000 |
| 2011 / ERC          | Luca Rossetti        | Fiat Abarth Grande Punto S2000 |
| 2012 / ERC          | Juho Hänninen        | Škoda Fabia S2000              |
| 2013 / ERC          | Jan Kopecký          | Škoda Fabia S2000              |
| 2014                | Juraj Šebalj         | Mitsubishi Lancer Evo IX       |
| 2015                | Murat Bostanci       | Ford Fiesta R5                 |
| 2016                | Vlastimil Majerčak   | Ford Fiesta R5                 |
| 2017                | David Botka          | Škoda Fabia R5                 |
| 2021 / WRC          | Sébastien Ogier      | Toyota Yaris WRC               |
| 2022 / WRC          | Kalle Rovanperä      | Toyota GR Yaris Rally1         |
| 2023 / WRC          | Elfyn Evans          | Toyota GR Yaris Rally1         |
| 2024 / WRC          | Sébastien Ogier      | Toyota GR Yaris Rally1         |
| Zagreb Delta Rally  |                      |                                |
| 2011                | János Szilágyi       | Mitsubishi Lancer Evo IX       |
| 2012                | Juraj Šebalj         | Mitsubishi Lancer Evo IX       |
| 2013                | Juraj Šebalj         | Mitsubishi Lancer Evo IX       |
| INA Delta Rally     |                      |                                |
| 2014                | Juraj Šebalj         | Mitsubishi Lancer Evo IX       |
| 2015                | Juraj Šebalj         | Mitsubishi Lancer Evo IX       |
| 2016                | Juraj Šebalj         | Mitsubishi Lancer Evo IX       |
| 2017                | Krisztián Hideg      | Mitsubishi Lancer Evo IX       |
| 2018                | Ondřej Bisaha        | Ford Fiesta R5                 |
| 2019                | Rok Turk             | Hyundai i20 R5                 |
| 2020                | Ondřej Bisaha        | Hyundai i20 R5                 |